# NetByNet
NetByNet (WiFire) — российская телекоммуникационная компания. Полное наименование — Общество с ограниченной ответственностью «Нэт Бай Нэт Холдинг». Штаб-квартира — в Москве.

## История
История компании ведет начало с 1999 года, когда один из основателей NetByNet Александр Милицкий организовал Интернет-провайдера ООО «ТОР Инфо». Учредителями провайдера выступила группа частных лиц, вложившая в проект 103 тыс. долларов США. Компания «ТОР Инфо» сделала ставку на широкополосный доступ по технологии Ethernet, впервые в России стала использовать для прокладки магистралей между домами оптоволоконный кабель.
В 2001 году параллельно была создана компания «Консул», оказывавшая услуги домашним сетям по легализации и организации бизнеса. «ТОР Инфо» и «Консул» сотрудничали с другими домашними сетями, в частности, предлагая им магистральный Интернет-трафик.
В конце 2001 года было принято решение о запуске общего бренда NetByNet. Операторы, начавшие работать под единым брендом, принадлежали различным собственникам, однако вели совместный бизнес: сообща закупали Интернет-трафик, пользовались единым биллингом, выпускали единые пластиковые карты оплаты. Кроме того, некоторые члены группы предоставляли услуги по идентичным ценам.
В декабре 2005 года в группе насчитывалось более пятнадцати Интернет-провайдеров, совокупно обслуживавших более 25 тыс. абонентов (в том числе «Орнет», «Квадранет», «Голднет», «Меридиан», Goodline, «Мпарк», SunnyNet, FortunaNet, VesNet, «Планета Телеком», «Скорнет», «Изатоннет», «Абснет» и другие).
В июле 2006 года инвестиционный фонд Fairlie Investments приобрел у 12 российских граждан за 10 млн долларов США трех крупнейших операторов, оказывавших услуги под брендом NetByNet — компании «Консул», «Квадра» и «Меридиан». Инвестор объявил о намерении создать крупного Интернет-провайдера посредством скупки московских домашних сетей. Для управления приобретаемыми активами было образовано ООО «Нэт Бай Нэт Холдинг».
В дальнейшем в капитал NetByNet входили новые инвесторы — Газпромбанк, Aton Capital Partners и Иван Таврин. По состоянию на март 2011 года группу NetByNet через компанию Fairlie Holding & Finance Limited контролировали следующие лица: председатель совета директоров Fairlie Investments Грегори Беренштейн (34 %), Газпромбанк (31 %), Aton Capital Partners (16 %), Иван Таврин (16 %), менеджмент компании (3 %). 10 июня 2011 года оператор сотовой связи «МегаФон» объявил о приобретении NetByNet, сумма сделки составила около 270 млн долларов США.
С октября 2022 года юр. лицо ООО «Нэт Бай Нэт Холдинг» ликвидировано путем поглощения ПАО "МегаФон", торговые марки NetByNet и WiFire также ликвидированы. 

### Слияния и поглощения
В июле 2006 года NetByNet объявил о приобретении оператора «Энитэк» (торговая марка GloboNet) и сети Cyberflight.
В сентябре 2006 года NetByNet приобрёл ООО «Реалнет».
В январе 2007 года NetByNet приобрёл ООО «Районные компьютерные сети Альтаир» и ЗАО «ОРЦ».
В мае 2007 года NetByNet приобрёл ООО «Флагманская Служба Связи» (бренд Z-Net).
В июле 2007 года NetByNet приобрёл ООО «Циском» (бренд «Дегунино.нет»).
В октябре 2007 года NetByNet приобрёл ООО «Центр развитых сетевых технологий» (бренд «Дубки.ру»), ООО «Универсальные технологии» (бренд Utech), ООО «ПроМираНетРу» (бренд Promira.Net), ООО «Форматек» (бренд «Форматек»).
В августе 2008 года NetByNet приобрёл ООО «Интервейв Коммуникейшнс» (бренд Interwave).
В октябре 2008 года NetByNet приобрёл ООО «Синет» (бренд CiNet).
В феврале 2010 года NetByNet приобрёл московского провайдера «Тесонтел».
В марте 2010 года NetByNet приобрёл подмосковного провайдера «ИнтраТелеком+».
В ноябре 2010 года NetByNet приобрёл ООО «Инетэра» (бренд Puzzle), предоставляющее услуги связи в ряде регионов Центральной России.
В декабре 2010 года NetByNet приобрёл группу компаний «Пров. Ру» и оператора SmartLogic.
В марте 2011 года NetByNet объявил о приобретении ООО «Узел-М» (бренд «Зелком»), предоставляющего доступ в Интернет на территории Зеленограда и Солнечногорска.
В ноябре 2011 года NetByNet приобрёл группу компаний «ЧебNet» (ООО «Интернет Центр» и ООО «Связьинформ»), работающую в Чувашии.
В декабре 2011 года NetByNet закрыл сделку по покупке ООО «Лучше.net» (торговая марка SVOЁ), оказывающую услуги в Курске.
В июле 2013 года ФАС России удовлетворила ходатайства о присоединении к NetByNet ООО «Югрател» (Сургут) и ЗАО «Синтерра-Юг» (Ростов-на-Дону).
В октябре 2013 года NetByNet приобрел ООО «Ратмир-ТелеКом» (Тверь) и ООО «ЛНТ» (Лобня).
В январе 2014 года «МегаФон» передал под юрисдикцию NetByNet своих абонентов в сегменте фиксированного ШПД на Северо-Западе.
В июле 2014 года завершилась сделка по приобретению провайдера связи ООО «Астон».
В ноябре 2015 года оператор ЗАО «Адвантэдж Телеком», предоставлявший услуги под вывеской МКОММ в г. Дмитров и Дмитровском районе Московской области официально был поглощен холдингом NetByNet спустя год после приобретения: абоненты сети МКОММ в городской черте перешли в сеть NetByNet, а абоненты Дмитровского района в сеть оператора Некстел.
В декабре 2015 года произошло присоединение компании ЗАО «Вэб Плас».
В январе 2016 года NetByNet завершил сделку приобретением юридического лица ЗАО «Стартел» и основных производственных средств ЗАО «Стартелеком-Центр».

## Собственники и руководство
«МегаФон» приобрёл 100 % акций группы компаний NetByNet. Приобретение NetByNet позволит «МегаФону» выйти на рынок фиксированного широкополосного доступа в интернет, цифрового телевидения и IP-телефонии в Москве, Московской, Белгородской, Воронежской, Курской, Липецкой и Орловской областях и Республике Калмыкия.
Директор ООО «Нэт Бай Нэт Холдинг» — Кирилл Пузырёв.

## Деятельность
NetByNet предоставляет услуги связи частным и корпоративным пользователям, в том числе услуги широкополосного доступа в Интернет, цифрового телевидения, виртуального хостинга, системной интеграции.
Компания работает в Москве, Московской области, Санкт-Петербурге, Ленинградской области, Астраханской области, Белгородской области, Воронежской области, Волгоградской области, Курской области, Липецкой области, Орловской области, Псковской области, Ростовской области, Тверской области, Республике Чувашия, Республике Калмыкия, Ханты-Мансийском автономном округе.
По итогам 2013 года география присутствия NETBYNET включала 47 городов, а число абонентов, увеличившись на 47 %, достигло 746 тысяч, среди которых 710 тысяч физических лиц и более 36 тысяч корпоративных абонентов. Выручка NETBYNET выросла в 2013 году на 63 % и составила 4,14 млрд рублей.
На конец 2014 года абонентская база NetByNet составила почти 895 тысяч клиентов, что на 20 % больше, чем в 2013 году. Клиентская база NetByNet включает более 853 000 физических лиц и около 41 тысячи корпоративных абонентов. NetByNet предоставляет услуги фиксированной связи (ФШПД) в более 80 городах России на территории семи федеральных округов: Центрального, Северо-Западного, Северо-Кавказского, Южного, Приволжского, Уральского и Дальневосточного.
В ноябре 2014 года NETBYNET запустил продукт WiFire в Московском регионе. Продукт объединяет услугу по организации домашнего доступа в Интернет и беспроводного цифрового телевидения WiFire TV, которое работает на сети любого оператора связи.
В январе 2015 года оператор запустил услугу мобильного доступа в Интернет LTE WiFire Mobile на базе инфраструктуры компании «МегаФон».
На конец 2015 года абонентская база составила 944 000 физических лиц.
За проект «Wi-Fi на наземном городском транспорте» 16 декабря 2016 года в рамках премии «Инновации года» компания ООО «Нэт Бай Нэт» была удостоена премии «Проект года» в области IT и телекоммуникаций.
9 февраля 2017 года продукт WiFire получил премию Большой Цифры 2017 за «Лучший инновационный продукт» года.

## Курьёзы
В 2008 году Интернет-провайдер «Акадо» обвинил NetByNet в неэтичной рекламе: оформление рекламной брошюры NetByNet содержало скрытый призыв перестать пользоваться услугами Акадо и подключиться к NetByNet.
В 2012 году NetByNet случайно заблокировал доступ к сайту Минюста России.